# 이효상 (야구 선수)
이효상(李孝相, 1990년 12월 11일 ~ ) 은 KBO 리그 전 KIA 타이거즈의 선수이다.

## KIA 타이거즈시절
우완 투수로 경희대학교를 졸업하고 2013년 3라운드 지명을 받아 입단했다.

## 출신 학교
- 충암초등학교
- 충암중학교
- 충암고등학교
- 경희대학교